# Богдана Трифонова
Богдана Трифонова е българска журналистка, радиоводеща и актриса.

## Биография
Родена е на 23 ноември 1971 г. в София.
Завършва ВИТИЗ със специалност „Актьорско майсторство за куклен театър“ през 1995 г. в класа на професор Дора Рускова.
От 1995 до 1996 г. работи в Нова телевизия като репортер в ресор култура. От 1996 г. работи в Канал 3 като водещ на сутрешния блок. През 2000 г. работи като сценарист и репортер на предаването „Кръгове“ по БНТ.
Работи в „БГ Радио“ от създаването му през 2001 г. Водещ на „Стартер“ – сутрешния блог на БГ Радио, в партньорство със Симеон Колев – Симо.
Била е водещ в bTV на предаванията „Часът на мама“ и „Денят е прекрасен“. Трифонова озвучава Мини Маус в „Клуб Маус“, „Клубът на Мики Маус“ (дублаж на Александра Аудио) и други продукции на Дисни. Също така дава гласа си за Киара в „Цар Лъв 2: Гордостта на Симба“.
Съавтор с Жюстин Томс на книгата „Мисия Мама“, ИК „Сиела“, 2015 година.
Омъжена е за китариста Румен Трифонов („Медикус“, „Стетсън“), с когото имат две деца.
През 2021 г. участва в третия сезон на „Маскираният певец“ като гост-участник в ролята на Макаронът.

## Филмография
- „Корпус за бързо реагиране 2: Ядрена заплаха“ (2014)